# 三月まうす
三月 まうす（みつき まうす）は日本のイラストレーター・デザイナー・漫画家。過去のペンネームは沢城。近年はtica85 bookstoresのペンネームで統一している。
少女病など、音楽アーティストのCDジャケットのイラストを多数手がけている。

## 主な作品

### 小説の表紙・挿絵
- 蟲と眼球シリーズ（日日日/著 MF文庫J）
- ミラクルチロル44キロ（木村航/著 メガミ文庫）
- マジカルパンプキン44キロ（木村航/著 メガミ文庫）

### その他
- テレビアニメ『夏のあらし! 〜春夏冬中〜』第12話エンドカードイラスト
- 「自由」（ガンガンONLINE2009年6月11日）

### 連載

#### コラム
- まうまうたるとたたん（一迅社、キャラ☆メル）

#### 漫画
- ちかちかたるとたたん（一迅社、キャラ☆メル Febri、Vol.9 - ）